# Gaalgebierg
Gaalgebierg är en kulle i Luxemburg. Den ligger i kommunen Esch-sur-Alzette, i den södra delen av landet, 17,5 kilometer sydväst om staden Luxemburg. Toppen på Gaalgebierg är 401 meter över havet.